# Ramon Sugranyes de Franch
Ramon Sugranyes de Franch (Capellades, Barcelona, 1911-Capellades, 26 de febrero de 2011) fue un dirigente católico y profesor español.
Se licenció en derecho y en filosofía en la Universidad de Barcelona, donde coincidió con Miquel Batllori, Jaume Vicens Vives, Juan Ramón Masoliver, Ramon Aramon o Jordi Maragall, y fue vicepresidente de la Federación Catalana de Estudiantes Católicos. También trabajó con Pompeu Fabra. Durante la guerra civil española tuvo que huir por su militancia católica; estudió en la Universidad del Sacro Cuore de Milán y participó en el Comité por la Paz en España.
Desde el 1944 fue profesor de lengua y literatura hispánicas a la Universidad Católica de Friburgo (Suiza). Como dirigente católico ha sido presidente de Pax Romana y de la Conferencia de las Organizaciones Católicas Internacionales. El 1963 Pablo VI lo nombró auditor laico del Concilio Vaticano II, junto con los también españoles Joaquín Ruiz Jiménez y Pilar Belosillo. Del 1966 al 1974 fue consultor del Pontificio Consejo para los laicos, y del 1979 al 1998 presidente del Instituto Internacional Jacques Maritain. EL 1983 recibió la Creu de Sant Jordi y el 1999 el Premio de Honor Lluís Carulla de la Fundación Lluís Carulla.
Ha publicado sus memorias Militant per la justícia. Memòries dialogades amb el pare Hilari Raguer (1998), donde dialoga con Hilari Raguer y su hija Margarida.